# Kōmyō
Kōmyō (光明天皇, Kōmyō Tennō; 11 gennaio 1322 – 26 luglio 1380) è stato il 2º Pretendente alla corte del Nord secondo il tradizionale ordine di successione.

## Biografia
Si tratta del secondo pretendente al Nord durante il periodo in cui vigeva il periodo Nanboku-chō detto anche Periodo delle Corti del Nord e del Sud, periodo storico che va dal 1336 al 1392, che vide l'esistenza e la contrapposizione di due corti imperiali in Giappone al tempo del Shogunato Ashikaga . Gli anni in cui regnò furono dal 1336 sino al 1348.
Il suo nome personale era Yutahito (豊仁?, Yutahito ). Era il secondo figlio dell'imperatore Go-Fushimi.